# Francisco de Paula Soares

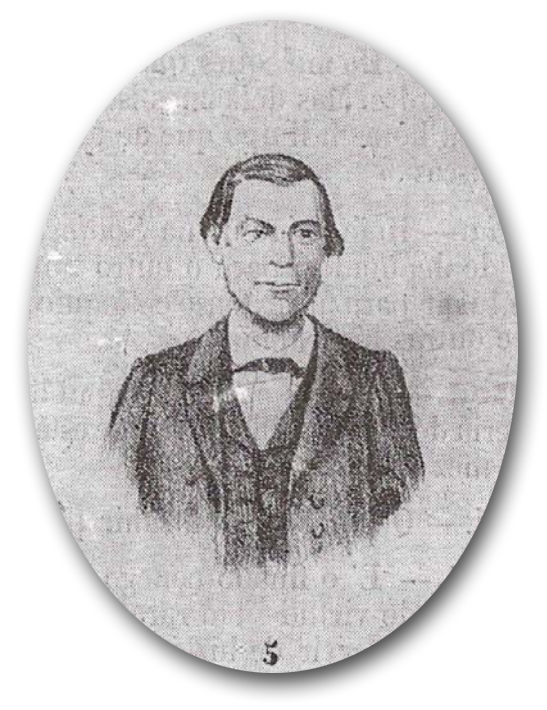
Francisco de Paula Soares.

Francisco de Paula Soares (Montevidéu, 7 de abril de 1825 — Porto Alegre, 10 de janeiro de 1881) foi um médico, educador e político brasileiro.
Filho do militar português Bernardo José Soares e da argentina Joana Trigo, nasceu no Uruguai enquanto seu pai lá servia. Com 3 anos mudou-se com a família para Rio Grande, voltando para Montevidéu em 1836. Lá permaneceu até 1845, trabalhando na alfândega e fazendo estudos preparatórios para o curso de medicina, graduando-se em 1852 na Universidade de Buenos Aires. Depois de viajar para a Europa em busca de tratamento para uma doença, radicou-se em Porto Alegre em 1856, onde passou exercer a medicina e lecionar história e geografia no Liceu Dom Afonso.
Extinto o Liceu, transferiu-se para a Escola Normal, regendo as mesmas cadeiras e vindo a se tornar diretor da instituição em 1877, onde permaneceu até aposentar-se, promovendo reformas em sua estrutura e currículo. O relatório que enviou ao presidente da província propondo as melhorias é um documento importante historicamente, desenhando um amplo panorama dos princípios educacionais vigentes na província em seu tempo, ainda muito precários, e almejando um futuro mais brilhante.
Desempenhou um papel de relevo na educação pública da capital e da província do Rio Grande do Sul. Foi membro do Conselho Diretor da Instrução Pública da província e inspetor geral de Instrução Pública. Foi membro e secretário do Instituto Histórico e Geográfico do Rio Grande do Sul, e membro da loja maçônica Honra e Humanidade.
Foi uma das lideranças do Partido Liberal e depois do Partido Republicano Rio-Grandense, e por várias vezes foi eleito deputado para a Assembleia Provincial, promovendo os interesses da educação. Foi um dos defensores da criação da Escola Normal, uma aspiração antiga da população. Foi presidente da Assembleia.
Deixou um detalhado diário de sua viagem à Europa, de valor histórico, biográfico e literário, publicado por Francisco de Paula Soares Neto. Segundo apreciação da professora Flávia Werle, 

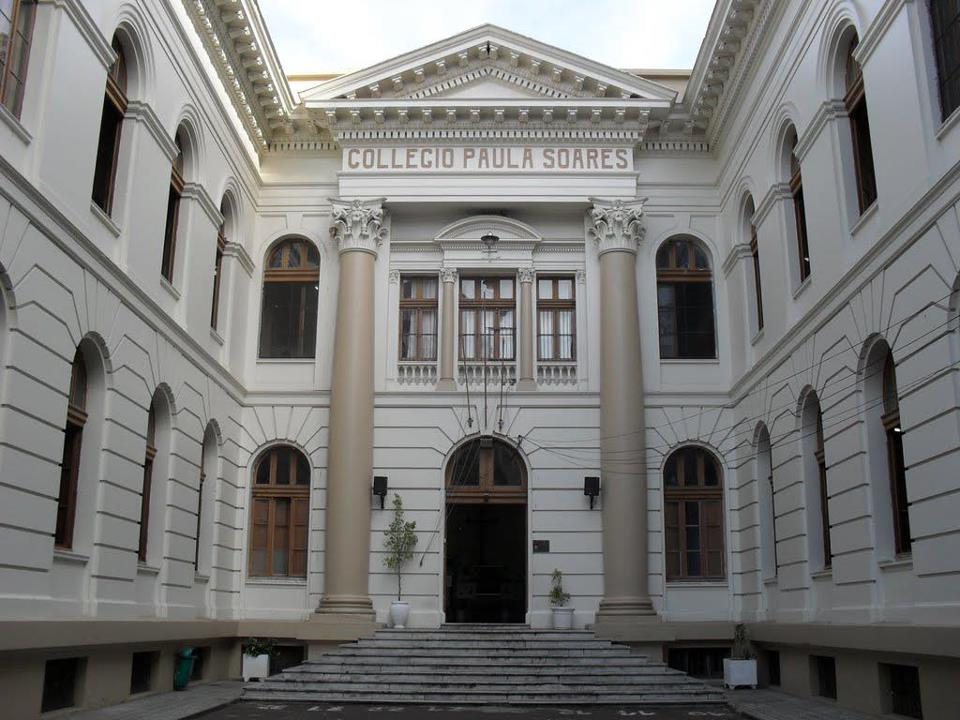
Colégio Paula Soares

"Ainda permanece como narrativa viva, detalhada, clara para nós. O texto, em sua totalidade, entremeia descrições de vilas, caminhos, ambientes natural, arquitetônico e cultural com as relações sociais que o professor Paula Soares vai travando e com os afetos com que os parentes pelo lado paterno o recebiam e lembranças do que lhe haviam contado da infância e juventude de seu pai reavivadas pela passagem pela localidade em que este nascera e vivera antes de migrar para a América do Sul. [...] A narrativa que ele produzia também é crítica e interpretativa de fatos e pessoas com quem se relacionava, registrando afetos e desafetos que inspirava. Em seus registros, emerge o médico, o estudioso, uma pessoa apreciadora da vida e que atualizava e rearticulava todos os seus recursos intelectuais e pessoais ao interagir com todas as novidades que identificava. [...] Evidencia o texto um autor opinativo, debatedor, contrário ao catolicismo, posição essa que evidenciará em diferentes momentos de sua vida, inclusive na discussão do currículo da Escola Normal de Porto Alegre, quando defende a separação entre pedagogia e religião".
Também deixou livros didáticos. Foi membro da Sociedade Literária Apeles Porto Alegre e do Partenon Literário. Casou-se com Prudência Amália da Fonseca, com quem teve dez filhos. Seu nome batiza o Colégio Estadual Paula Soares em Porto Alegre, um dos mais tradicionais do estado. Foi homenageado na Câmara dos Deputados do Brasil em 2010 por seus "relevantes serviços ao Rio Grande do Sul, principalmente na área da educação pública.